# Göte Forsberg

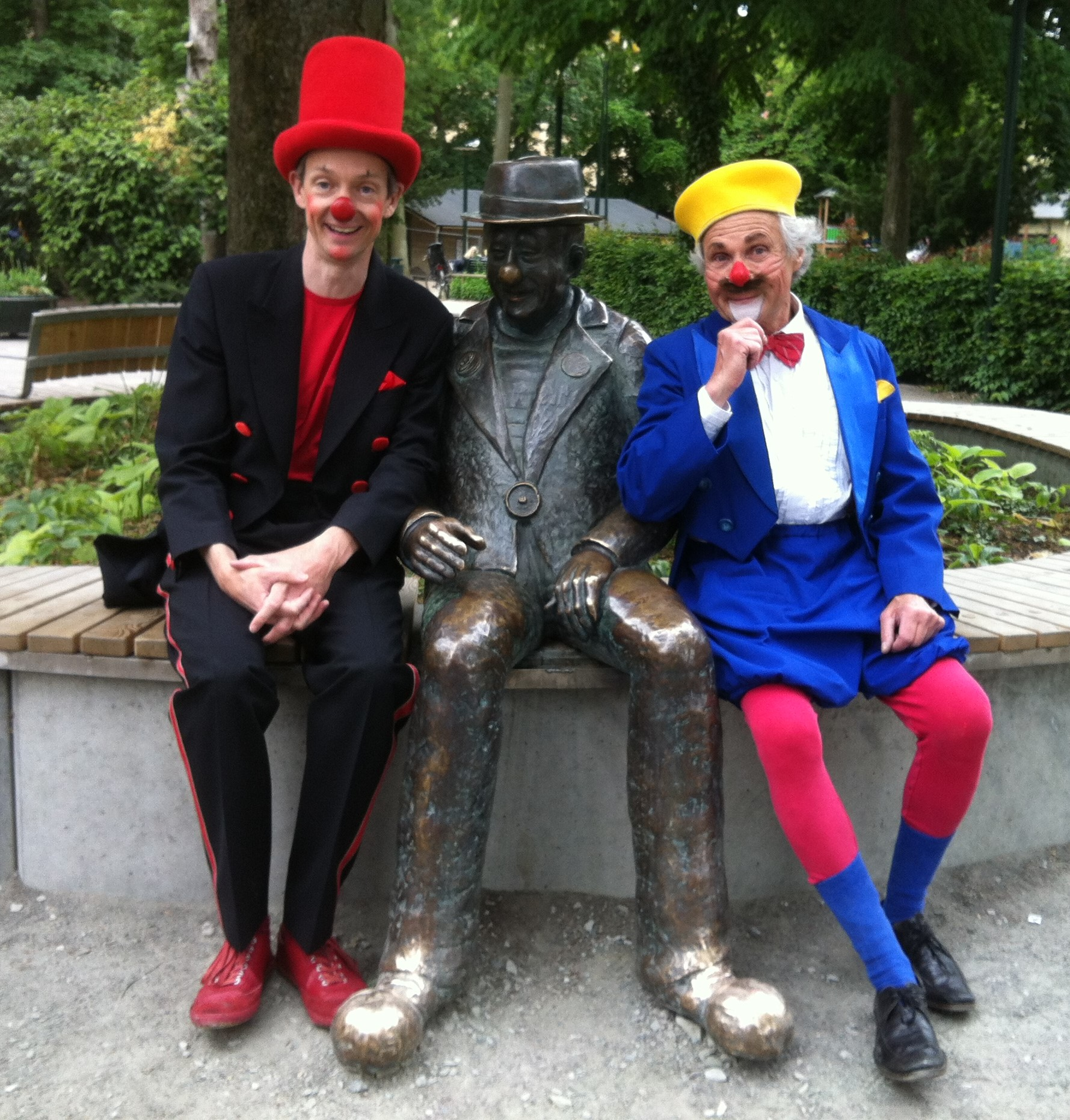
Klovnen Tapé, Clownen Miko som staty och Benny Schumann på en bänk utanför Barnens scen i Folkets park i Malmö.

Göte Albert Einar Forsberg även känd som Clownen Miko, född 7 mars 1915 i Strömstad, död 8 september 2005 i Bunkeflo församling i Malmö, var en professionell svensk clown.
Forsberg arbetade först som springpojkare till en slaktare i Strömstad, varefter han tog hyra på en Amerikabåt. Senare fick han arbete som akrobat, trapetskonstnär och fotjonglör vid olika cirkusar. Under flera år turnerade han i USA och Skandinavien.
Från början av 1940-talet bodde Forsberg omväxlande i Skåne, Danmark och Strömstad. Han gifte sig 1946 med den danska trapetsartisten Tove, som blev hans assistent. Under 1980- och 1990-talen var han clown i Malmö Folkets Park. Han avtackades och efterträddes i denna funktion den 23 juni 2004 av clownen Jumping Joe. Forsberg uppträdde även på Teater Musafällan i Malmö under 1990-talet.
Forsberg mottog Malmö stads kulturstipendium år 1995. Han mottog även Malmö stads hederstecken, stadens högsta hedersbetygelse.
Mikodagen, en årlig internationell clownfestival som arrangeras sedan 2006, har instiftats av Mikosällskapet och Barnens scen i Malmö Folkets park till minne av Göte Forsberg. Under dagen delas också priset Årets Glädjespridare ut av Malmö stads representationskommitté till minne av Göte Forsberg.

## Eftermäle
Forsberg hedrades vid sin begravning av kollegor i clowndräkter, vilket blev föremål för fotoutställningen Farväl Miko. Han är begravd på Limhamns kyrkogård.
Clownen Miko fick en staty 2014, skulpterad av Carl-Bertil Widell. Statyn sitter på en bänk vid Barnens scen i Folkets park. Statyn har utsatts för vandalisering flera gånger, främst genom att Mikos hatt stulits. Den 16 juni 2023 meddelade Folkets park att statyn av Miko hade vandaliserats på nytt, Mikos hatt var stulen även denna gång. Statyn saknar fortfarande hatt (april 2024).